# نادر الترهونی
نادر الترهونی (عربی: نادر الترهوني؛ زادهٔ ۲۴ اکتبر ۱۹۷۹) بازیکن فوتبال اهل لیبی بود.
از باشگاه‌هایی که در آن بازی کرده‌است می‌توان به باشگاه ورزشی الوکره، باشگاه ورزشی کاظمه کویت، باشگاه ورزشی السیلیه، باشگاه فوتبال الشعب امارات، و باشگاه ورزشی اسماعیلی اشاره کرد.
وی همچنین در تیم ملی فوتبال لیبی بازی کرده‌است.